# Mercato San Severino
Mercato San Severino is een gemeente in de Italiaanse provincie Salerno (regio Campanië) en telt 20.873 inwoners (31-12-2004). De oppervlakte bedraagt 30,2 km2, de bevolkingsdichtheid is 674 inwoners per km2.

## Geografie
De volgende frazioni maken deel uit van de gemeente: Acigliano, Capocasale, Carifi, Ciorani, Corticelle, Costa, Curteri, Galdo di Carifi, Lombardi, Monticelli di Sopra, Monticelli di Sotto, Oscato, Ospizio, Pandola, Piazza del Galdo, Priscoli, Sant'Angelo in Macerata, Sant'Eustachio, San Vincenzo, Spiano, Torello, Valle.
Mercato San Severino grenst aan de volgende gemeenten: Baronissi, Bracigliano, Castel San Giorgio, Cava de' Tirreni, Fisciano, Montoro Inferiore (AV), Roccapiemonte, Siano.

## Demografie
Mercato San Severino telt ongeveer 6930 huishoudens. Het aantal inwoners steeg in de periode 1991-2001 met 6,7% volgens cijfers uit de tienjaarlijkse volkstellingen van ISTAT.
| Jaar | Inwoneraantal |
| ---- | ------------- |
| 1991 | 19.078        |
| 2001 | 20.362        |